# Parafia św. Stefana Węgierskiego w Skrzydlowie
Parafia św. Stefana Węgierskiego w Skrzydlowie – parafia rzymskokatolicka, znajdująca się w archidiecezji częstochowskiej, w dekanacie Mstów, erygowana w 1986 roku.